# Maricel Voinea
Maricel Voinea, romunski rokometaš, * 17. marec 1959, Galaţi.
Leta 1980 je na poletnih olimpijskih igrah v Moskvi v sestavi romunske rokometne reprezentance osvojil bronasto olimpijsko medaljo; uspeh je ponovil čez štiri leta.